# Espinosa (Familienname)
Espinosa ist ein spanischer Familienname.

## Namensträger
- Albert Espinosa (* 1973), katalanischer Ingenieur, Autor und Regisseur
- Alberto Acosta Espinosa (* 1948), ecuadorianischer Wirtschaftswissenschaftler und Politiker
- Andrés Espinosa (* 1963), mexikanischer Leichtathlet
- Ángel Espinosa (1966–2017), kubanischer Boxer
- Ángela María Espinosa (* 1974), kolumbianische Fechterin
- Aurelio Macedonio Espinosa senior (1880–1958), US-amerikanischer Hispanist und Autor
- Aurelio Macedonio Espinosa junior (1907–2004),  US-amerikanischer Linguist
- Bernardo Espinosa (* 1989), kolumbianischer Fußballspieler
- Bobby Espinosa (1949–2010), US-amerikanischer Musiker
- Carlos Espinosa (* 1982), chilenischer Fußballspieler
- Carlos Espinosa Domínguez (1950–2024), kubanisch-spanischer Schriftsteller, Literaturkritiker und Forscher
- Carlos Espinosa de los Monteros y Bermejillo (1879–1924), spanischer Militär und Diplomat
- Celedonio Espinosa (* 1933), philippinischer Boxer
- Daniél Espinosa (* 1977), chilenisch-schwedischer Regisseur
- Danny Espinosa (* 1987), mexikanischer Baseballspieler
- David Espinosa (* 1989), US-amerikanischer Radrennfahrer
- Domingo Bello y Espinosa (1817–1884), spanischer Botaniker
- Eduardo Espinosa y Prieto (1910–1966), mexikanischer Diplomat
- Elena Espinosa Mangana (* 1960), spanische Politikerin
- Esteban Espinosa (* 1962), ecuadorianischer Radrennfahrer
- Eucarpio Espinosa (1867–1934), chilenischer Maler
- Everardo Espinosa (1893–1946), mexikanischer Fußballspieler, -trainer und -funktionär
- Fabio Espinosa (* 1948), kolumbianischer Fußballspieler
- Felipe Gutiérrez y Espinosa (1825–1899), puerto-ricanischer Komponist
- Fermín Espinosa (1940–2022), kubanischer Boxer
- Fernando Espinosa Barrera (* 1983), mexikanischer Fußballspieler
- Francesco Degli Espinosa (1933–2006), italienischer Filmschaffender
- Gaetano d’Espinosa (* 1978), italienischer Violinist und Dirigent
- Gilbert Espinosa Chávez (1932–2020), US-amerikanischer Geistlicher, Weihbischof in San Diego
- Jerónimo Jacinto Espinosa (1600–1680), spanischer Maler
- José Espinosa y Tello (1763–1815), spanischer Seemann, Kartograph und Astronom
- José Fernando Espinosa (1891–1965), mexikanischer Fußballspieler und -funktionär
- José Luis Espinosa (* 1941), mexikanischer Boxer
- José Miguel Espinosa (* 1945), spanischer Schwimmer
- Juan Espinosa (* 1985), argentinischer Hockeyspieler
- Juan de Salazar y Espinosa (1508–1560), spanischer Conquistador
- Juan de Espinosa (Komponist) (wirksam um 1520), spanischer Musiktheoretiker und Komponist der Renaissance
- Juan de Espinosa (Maler) (dokumentiert von 1619 bis 1659), spanischer Maler
- Juan Bautista de Espinosa (1590–1641, auch Juan de Espinosa), spanischer Maler
- Julio García Espinosa (1926–2016), kubanischer Regisseur
- Kevin Espinosa (* 1997), panamaischer Kunstturner
- Laritza Espinosa (* 1973), kubanische Softballspielerin
- Lodovico Espinosa (1926–2006), philippinischer Sportschütze
- Louna Espinosa (* 1999), französische Schauspielerin
- Luisito Espinosa (* 1967), philippinischer Boxer
- Marcial Ramón Espinosa (1874–1959), chilenischer Botaniker
- Maricet Espinosa (1990–2024), kubanische Judoka
- María Espinosa de los Monteros (1875–1946), spanische Frauenrechtlerin
- María Fernanda Espinosa (* 1964), ecuadorianische Politikerin
- Maria Inés Teresa Arias Espinosa (1904–1981), mexikanische Ordensschwester und Ordensgründerin, Selige
- Mariano Antonio Espinosa (1844–1923), argentinischer Geistlicher, Erzbischof von Buenos Aires
- Mario Espinosa Contreras (* 1949), mexikanischer Priester, Bischof von Mazatlán
- Mauricio Espinosa (* 1972), uruguayischer Fußballschiedsrichter
- Óscar Espinosa Chepe (1940–2013), kubanischer Ökonom, Diplomat und Dissident
- Pablo Espinosa (* 1992), spanischer Schauspieler und Sänger
- Paola Espinosa (* 1986), mexikanische Wasserspringerin
- Patricia Espinosa Cantellano (* 1958), mexikanische Diplomatin und Politikerin
- Pedro Espinosa (1578–1650), spanischer Schriftsteller und Dichter
- Rebeca Espinosa (* 1992), panamaische Fußballspielerin
- Reynaldo Espinosa (* 2003), kubanischer Sprinter
- Roberto Espinosa (* 1959), kubanischer Fußballspieler
- Rod Espinosa, US-amerikanischer Comicautor und -zeichner
- Romina Espinosa (* 1988), US-amerikanische Schauspielerin, Sängerin und Autorin
- Rubén Espinosa († 2015), mexikanischer Fotojournalist
- Sebastián Herrero Espinosa de los Monteros (1822–1903), katholischer Theologe und Kardinal
- Sergio Espinosa (1928–2015), chilenischer Fußballspieler
- Sheila Espinosa (* 1987), kubanische Judoka
- Sílvia Soler Espinosa (* 1987), spanische Tennisspielerin
- Tony Espinosa (* um 2006), US-amerikanischer Schauspieler
- Valdir Espinosa (1947–2020), brasilianischer Fußballtrainer
- Víctor Sánchez Espinosa (* 1950), mexikanischer Geistlicher, Erzbischof von Puebla de los Ángeles, Puebla
- Viredo Espinosa (1928–2012), kubanischer Maler
- Yaniuska Espinosa (* 1986), venezolanische Gewichtheberin